# 赤坂御用地
赤坂御用地（あかさかごようち）または赤坂御苑（あかさかぎょえん）とは、日本の東京都港区元赤坂にある御苑である。敷地内には以下の御所・宮邸がある。
1. 仙洞御所
2. 秋篠宮邸
3. 秋篠宮邸分室
4. 三笠宮邸
5. 三笠宮東邸（旧寬仁親王邸）
6. 高円宮邸
7. 赤坂東邸

常陸宮邸（常盤松御用邸）は東京都渋谷区東に所在し、現存する宮家の中で唯一赤坂御用地外にある。
また、敷地の内部には園遊会が開催されることで知られる赤坂御苑がある。財務省によれば、赤坂御用地の資産価値は、1565億円として計上されており、1平米あたり30万円程度。

## 概要

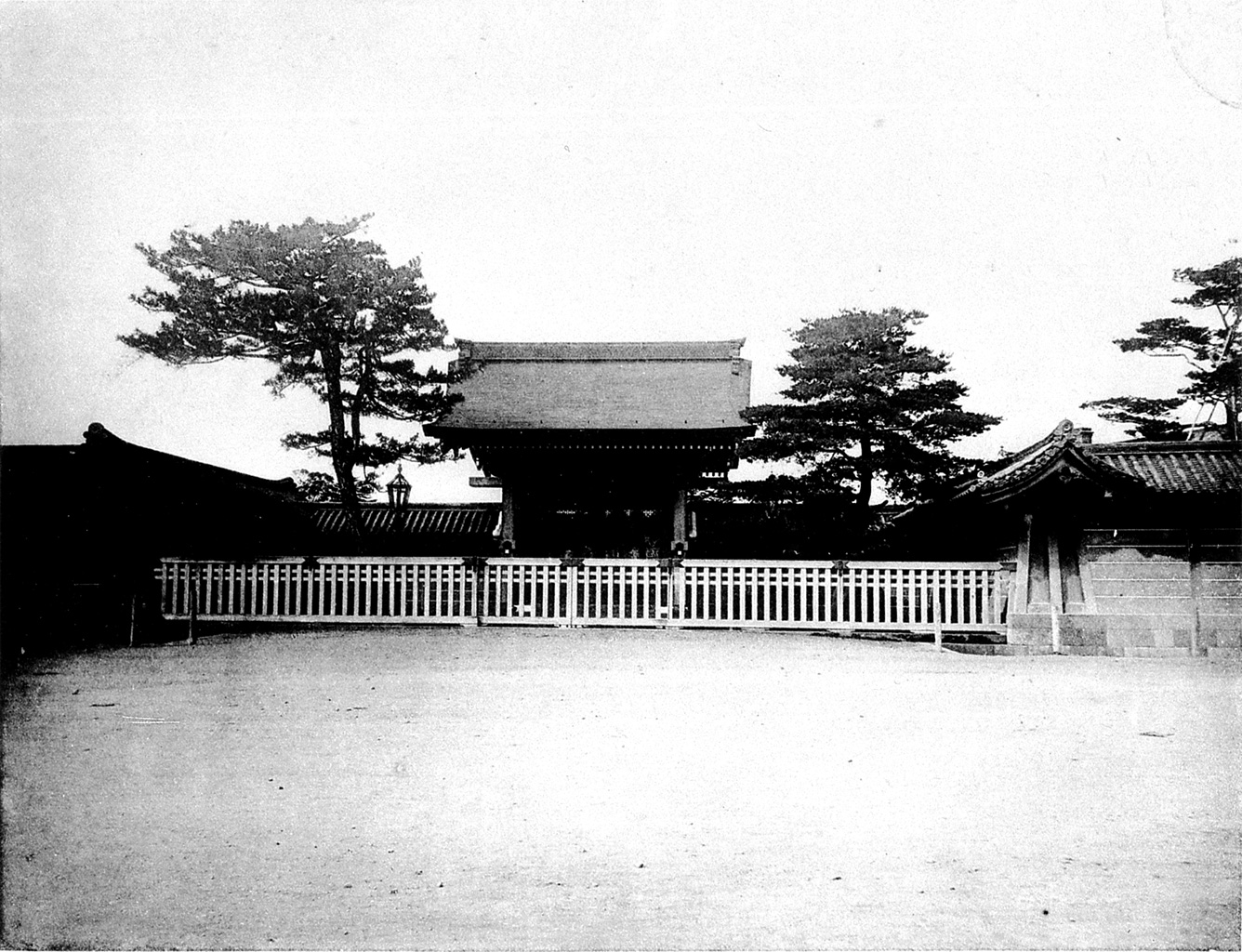
旧紀州屋敷の門
（明治時代初期）

現在の住所で東京都港区元赤坂2丁目のほぼ全域を占める赤坂御用地は江戸時代、紀州徳川家の江戸中屋敷（紀州藩赤坂邸）があったところで、明治維新後、政府に接収されて帝室（現在の皇室）に献上されたものである。
赤坂御用地は元々、他の御料地などと同様に皇室財産であったが、第二次世界大戦の敗戦と日本国憲法の公布とともに日本国有に移され、国有財産たる皇室用財産として皇室の用に供せられている。
1873年（明治6年）に失火により皇居が焼失した際は、明治天皇がこの地に移り、1888年（明治21年）に新皇居（明治宮殿）が落慶するまでの間、ここを皇居としていた。赤坂御用地の北東に隣接して迎賓館（旧赤坂離宮）があり、訪日した外国賓客の接遇に用いられる。

## 御所・宮邸

### 仙洞御所
仙洞御所は、赤坂御用地の北部に位置する上皇明仁・上皇后美智子の御所である。谷口吉郎設計。
建物自体は1960年（昭和35年）、貞明皇后の大宮御所の跡地に皇太子明仁親王(当時)の「東宮御所」として建設された。明仁の即位後、1993年に明仁が皇居の吹上御苑に新築された御所に移るまでは一時的に「赤坂御所」と改称され、その後は皇太子徳仁親王が居住したため再び「東宮御所」に改称された。2019年（平成31年）5月1日の徳仁即位後は、再び「赤坂御所」と改称された。
2021年（令和3年）9月に徳仁一家が皇居の御所へ移った後は改修工事が行われ、2022年（令和4年）4月26日から上皇明仁・上皇后美智子の仙洞御所としての使用が開始された。改修が終わるまでは高輪皇族邸が上皇・上皇后の仮住まい（仙洞仮御所）となっていた。

### 秋篠宮邸
秋篠宮邸は御用地の南東部に位置する秋篠宮家の宮邸である。北に赤坂東邸が隣接し、正門は「巽門（たつみもん）」。
秋篠宮同妃は成婚当初、1931年（昭和6年）に宮内省乳人官舎として建てられ、1968年（昭和43年）から1989年（平成元年）まで鷹司和子が使用した仮寓所を1990年（平成2年）6月から居宅部分として使用していた。250㎡ほどの内庭があり眞子内親王・佳子内親王誕生により増築した。木造モルタル平屋建てで、延床面積105平方メートル（増築後200平方メートル）であった。
その後、1997年（平成9年）3月からは接遇の間として旧秩父宮邸（吉田五十八設計）を使用している。旧秩父宮邸は1972年(昭和47年)10月に竣工し、1995年までは秩父宮妃の居宅であった。また、1998年（平成10年）に住居部分として建築された付属棟（8室、日建設計一級建築士事務所設計）を前述の仮寓所に代わって私有の居宅部分として使用している。2006年(平成18年)、悠仁親王誕生により、プレハブ建て部分が新たに増築された。地上2階の鉄筋コンクリート建てであり、当時の宮邸の総敷地は1540平方メートルで私有の居宅部分は512平方メートル。一階には八畳ほどの広さの厨房があり、それと隣接して侍女長や侍女が詰めている事務所がある。公室部分は488平方メートル、「事務部分」は540平方メートルであった。
文仁親王が皇嗣となった後は増築工事が行われ、後述の赤坂東邸も秋篠宮邸と一体となって利用されることが検討されていた。2019年から総工費約33億円の増築工事（延べ床面積約5,500㎡）が公費である宮廷費より賄われて行われた。その間、秋篠宮一家は赤坂御用地内に約9億8千万円かけて新設された「御仮寓所（後の、秋篠宮邸分館。延べ床面積約1,378㎡）に滞在していた。そして、改修工事が終了した2022年10月から再び秋篠宮家が居住している。改修工事終了後は私室部分585平方メートル、公室部分が897平方メートル、事務部分1491平方メートルで、延べ面積は計2973平方メートルである。改修によって増築された部分のうち66%が事務部分、29%が公室部分、5%が私室部分である。なお、佳子内親王は改修の終わった秋篠宮邸には移らず、御仮寓所から改称した秋篠宮邸分館の私室部分に引き続き居住している。また、当初の計画とは変更となり、赤坂東邸は引き続き共用殿邸として使用されることとなった。

### 秋篠宮邸分室
秋篠宮邸分室は、御用地の南東部に位置する秋篠宮家の住居及び皇嗣職執務室である。西に秋篠宮邸が隣接する。地上3階立てで、延べ床面積は約1,378㎡。2019年に秋篠宮邸の改修工事に伴い、秋篠宮家の御仮寓所として総工費約9億8千万円で竣工した。2022年10月より、秋篠宮家は改修工事の終了した秋篠宮邸に再び居住しているが、佳子内親王のみが引き続き御仮寓所に残り、私室部分と事務部分を兼ね備えた秋篠宮邸分室として使用されている。

### 三笠宮邸
三笠宮邸は御用地の南側に位置する三笠宮家の宮邸であり、高円宮邸と三笠宮東邸(旧・寬仁親王邸)との間に位置している。正門は南門。延床面積は1,068平方メートル。1970年（昭和45年）11月から使用されている。崇仁親王妃百合子の薨去により常住者は不在。

### 三笠宮東邸
「みかさのみやとうてい」と読む。かつては寬仁親王の宮邸であり、寬仁親王邸という名称であった。御用地の南側に位置し三笠宮邸に隣接する。雪野嶺設計。正門は南門。地上2階の鉄筋コンクリート建てであり、外回りを含めた総工費は3億8591万円。
当初は、寛仁親王邸として1982年（昭和57年）12月から使用されていた。2012年6月、寬仁親王の薨去に伴い当主不在のまま寬仁親王家の構成員が、居所はそのままに三笠宮本家に合流することになったため、2013年7月末に、現在の「三笠宮東邸」に改められた。
5人の侍女のための侍女棟が90m2。侍女棟を除いて15室。当初計画より40m2広く建築された。
現在は彬子女王と瑶子女王が居住している。寛仁親王妃信子は2009年から別居しており、宮内庁分庁舎(旧宮内庁長官公邸)を御仮寓所としている。

### 高円宮邸
高円宮家の宮邸。内井昭蔵設計。南仏アール・デコ風建築で寄棟造。南側に位置し三笠宮邸の西側に隣接し正門は「南門」。1986年（昭和61年）12月から使用されている。地上2階建ての鉄筋コンクリートで、総工費は4億377万円。宮務官・侍女、事務室を含め19室あり、パーゴラのあるパティオがある。
現在は憲仁親王妃久子と承子女王が居住している。

### 赤坂東邸
「あかさかひがしてい」と読む。皇族が仮住まいなどに使う共用殿邸。御用地の東側に位置し南に秋篠宮邸が隣接する。
1984年（昭和59年）12月、高円宮憲仁親王と同妃久子が、宮邸新築中の仮住まいに使用、1990年2月28日から皇太子徳仁親王が独立のための東宮仮御所として使用。1997年6月から1998年3月までは皇太子同妃が東宮御所改修工事中の仮住まいとして使用、2008年8月から2009年8月まで、皇太子一家が東宮御所改修工事のため使用。2014年（平成26年）6月の桂宮宜仁親王葬儀では、桂宮御仮寓所だった宮内庁分室が手狭なため、当邸で8日の御舟入（納棺）から17日の霊車発引の儀まで、斂葬の儀前までの行事で使用。
1984年に建設され、総工費2億6千万円。延床面積は700平方メートル。1989年（平成元年）、皇太子徳仁親王の独立のため1億3500万円で改修。東宮職職員約40人を収容できる鉄筋プレハブ2階建ての付属邸を建築された。1993年、東宮仮御所を結婚までに全面的にリフォームした。1990年（平成21年）1月29日に、付属棟の落成式が行われた。赤坂東邸の本邸は総工費が2億6000万円。職員棟は1億3500万円である。
秋篠宮文仁親王が皇嗣となったことに伴う秋篠宮邸の増築工事に伴い、赤坂東邸は秋篠宮邸と一体とした活用が検討され、共用の邸宅としての機能は高輪皇族邸に移される事を予定していた。しかし最終的には当初の計画とは変更となり、赤坂東邸は今後も皇族共用の殿邸として使用されることになった。

## その他の施設

### 赤坂御苑
赤坂御苑は赤坂御用地の中央に位置する池を中心とした回遊式庭園がある。1963年（昭和38年）以来、天皇主催の園遊会会場として用いられることから、テレビ・新聞などのメディアに登場する機会が多い。
赤坂御用地の正門は北側の安鎮坂に面している。薬医門形式で「鮫が橋門」と呼ばれる。前庭や裏庭には、上皇后美智子のお印である、シラカバが植えられている。ほかに各宮邸への出入り等に用いられる門が御用地の南側と東側にいくつか設けられている。
赤坂御用地は国有財産であるが、原則非公開であり、一般市民は原則として立ち入り禁止となっている。

### 皇宮警察本部赤坂護衛署
皇宮警察本部の護衛署のひとつ。鮫が橋門の東にある。赤坂御用地内及び常盤松御用邸（常陸宮邸）の区域を担当する。

## 過去に存在した施設

貞明皇后の大宮御所御車寄

赤坂仮皇居
紀伊徳川家江戸中屋敷を転用
青山東宮御所（花御殿）
紀伊徳川家江戸中屋敷を転用、明宮嘉仁親王、迪宮裕仁親王の御所
青山御所
英照皇太后、 昭憲皇太后の御座所、戦災で焼失
表町御殿
秩父宮雍仁親王の殿邸。戦災で焼失
青山東御殿
三笠宮崇仁親王の殿邸。戦災で焼失
東宮御仮寓所
継宮明仁親王の御所、戦災で焼失
大宮御所
貞明皇后の御座所、戦災で焼失
赤坂御所
第125代天皇明仁の御所（昭和戦後の東宮御所、令和の仙洞御所）
第126代天皇徳仁の御所（平成の東宮御所）

## 事件・事故
- 1975年（昭和50年）9月4日、赤坂御用地前の青山通りに停車していた車の中から爆弾が発見された（東宮御所前爆弾所持事件）。
- 2006年（平成18年）7月2日、第26回全国高等学校クイズ選手権の関東予選のテレビ番組収録で、オリエンタルラジオの中田敦彦とインストラクターがタンデムジャンプでクイズの正解を示すために神宮球場に降下する予定だった[17]。しかし本番で予想外の突風が吹き流された[17]。インストラクターが空き地を探して降下したところ、神宮球場から約1.1km離れた赤坂御用地の鮫が橋門近くの広場に着地した[17]。日本テレビ広報部は「事前にテスト降下し成功していた。本番でも風の情況でも問題がないと判断した」とコメント[17]。降下後、2名は皇宮警察から厳重注意を受けたあと解放された[17]。日本テレビは、このハプニング映像を収録していたが、「全国高等学校クイズ選手権」の本放送に際してはカットされており映像は放送されていない。
- 2021年（令和3年）皇宮警察京都護衛署長の皇宮警視正が、赤坂護衛署副署長時の2017年2月、正規の手続きを取らずに交際女性を赤坂御用地に出入りさせていたとして懲戒処分を受けた[18]。
- 2022年（令和4年）6月4日午後、赤坂御用地に男が侵入し、現行犯逮捕された[19]。男は、権田原交差点の近くから御用地に侵入し、土手の上をおよそ100メートルほど進んだ。

## その他
- 赤坂御用地の上空及び周囲おおむね300メートルの地域は、重要施設の周辺地域の上空における小型無人機等の飛行の禁止に関する法律の規定に基づき、小型無人機等の飛行が禁止されている[20]。

## 交通
- 東京メトロ銀座線・半蔵門線、都営地下鉄大江戸線『青山一丁目駅』徒歩18分
- 東京メトロ銀座線・丸ノ内線『赤坂見附駅』徒歩22分
- JR中央線『信濃町駅』徒歩14分
- JR中央線、東京メトロ丸ノ内線・南北線『四ツ谷駅』徒歩15分